# دیرین‌زنبورها
دیرین‌زنبورها (نام علمی: Palaeovespa) نام یک سرده از تیره زنبوران است.